# Mittenselbstentladewagen
Mittenselbstentlader waren eine spezielle Bauform von offenen Güterwagen. Sie wurden in den 1950er Jahren entwickelt, um die einfache Entladung von Schüttgütern ohne große technische Hilfsmittel zu ermöglichen. Insgesamt beschaffte die Deutsche Bundesbahn (DB) seit Ende der 1950er Jahre knapp 450 Fahrzeuge. Die letzten Wagen wurden Ende der 1980er Jahre ausgemustert.

## Entwicklung
Nach dem Zweiten Weltkrieg war die Eisenbahn noch das vorherrschende Transportmittel, Schüttgüter hatten daran einen großen Anteil, denn circa 75 % aller in offenen Güterwagen beförderten Wagenladungen waren Schüttgüter. Allerdings konnten die Sendungen nur mit Waggonkippanlagen, Kränen oder per Hand entladen werden. Auch bei den meisten Selbstentladewagen waren teure Entladevorrichtungen (Tiefbunker u. Ä.) notwendig. Da gerade Kleinempfänger keine Möglichkeit besaßen, die Wagen preisgünstig zu entladen, wanderten diese zunehmend zum Straßenverkehr ab. Daher wurden in den 1950er Jahren neue Selbstentladewagen entworfen. Neben Flurkippern und Hubkippern wurden auch Mittenselbstentladewagen konstruiert. Im Gegensatz zu weiteren entwickelten Selbstentladewagen gehörten die Mittenselbstentladewagen zu den offenen Güterwagen, da diese einen ebenen Wagenboden besaßen. Bei den Mittenselbstentladewagen wurden beide Wagenhälften hydraulisch angehoben, damit rutschte das Ladegut in die Wagenmitte, von wo aus es über ein Förderband einfach entladen werden konnte.

## Einsatz
Talbot lieferte 1959 zwei Versuchswagen, die sich bewährten. Daraufhin baute Talbot eine erste Serie von 50 Wagen. In der ersten Hälfte der 1960er Jahre beschaffte die DB eine geringfügig verbesserte Serie mit nochmals 390 Wagen.
Da der Wagenladungsverkehr von Kleinempfängern ohne Entladevorrichtungen in den 1970er Jahren immer weiter zurückging, begann ab der zweiten Hälfte der 1970er die Ausmusterung der Mittenselbstentlader. Die letzten Fahrzeuge wurden Ende der 1980er Jahre von der DB aus dem Bestand gestrichen.

## Konstruktive Merkmale
Das Untergestell der Güterwagen bestand aus geschweißten Walz- und Abkantprofilen aus St 52. Auf dem Untergestell befand sich ein 4 mm starker Blechfußboden. Die beiden kippbaren Hälften besaßen an der Stirnwand jeweils eine Kopfklappe. An den Seitenwänden befand sich eine zweiflügelige Drehtür, die fest mit dem Untergestell verbunden war.
Die Bremserbühne war an den entsprechenden Fahrzeugen angeschraubt.